# Stawczany (gmina)
Stawczany – dawna gmina wiejska w powiecie gródeckim województwa lwowskiego II Rzeczypospolitej. Siedzibą gminy były Stawczany.
Gminę utworzono 1 sierpnia 1934 r. w ramach reformy na podstawie ustawy scaleniowej z dotychczasowych gmin wiejskich: Bartatów, Obroszyn i Stawczany.
Wójtem gminy był kpt. Feliks Zbigniew Machnowski, zastrzelony 7 października 1937 w Stawczanach.
Zniesiona wraz z atakiem ZSRR na Polskę w 1939 roku. Pod okupacją niemiecką (1941–1945) nie reaktywowana, a jej przedwojenny obszar włączono do gminy Lubień Wielki (Obroszyn i Stawczany) oraz do gminy Mszana (Bartatów).
Po II wojnie światowej obszar gminy znalazł się w ZSRR.